# Beast de Brampton
Le Beast de Brampton — Brampton Beast en anglais — est une franchise de hockey sur glace de l'ECHL. Créé en 2013, le club est basé à Brampton dans la province de l'Ontario au Canada où il dispute ses rencontres au Centre Powerade.

## Historique

Ancien logo du Beast (2013-2019)

En novembre 2012, le déménagement du Battalion de Brampton de la Ligue de hockey de l'Ontario à North Bay est annoncé. Le 23 janvier 2013, la ville de Brampton signe un accord de principe avec la Ligue centrale de hockey (LCH) et un groupe d'investisseurs pour aligner une équipe à compter de la saison 2013-2014. Le 8 mars, le contrat de location pour le Powerade Centre est finalisé, confirmant l'expansion faisant de Brampton la première équipe de la LCH basée au Canada. En avril, le club dévoile son nom choisi après concours — Beast de Brampton — son logo et son premier entraîneur Mark DeSantis. Le 10 juin, Brett Smith devient le premier joueur recruté par le Beast. Le 22 août, le club annonce une affiliation d'une durée d'un an avec le Lightning de Tampa Bay de la Ligue nationale de hockey et son club-école en Ligue américaine de hockey, le Crunch de Syracuse. Brampton joue son premier match le 18 octobre 2013 face aux Sundogs de l'Arizona. Le 28 mai 2015, Le Beast annonce son affiliation avec les Canadiens de Montréal de la LNH et son club école de la Ligue américaine de hockey, les IceCaps de Saint-Jean.
Ils ne disputent pas la saison 2020-2021 en raison de la pandémie de Covid-19, les opérations des six équipes de la division Nord étant suspendues par l'ECHL. Le 18 février 2021, l'équipe annonce sa dissolution due aux conséquences financières liées à la pandémie.

## Bilan par saison

### LCH
| No | Saison    | PJ | V  | D  | DP | BP  | BC  | Pts | Classement     | Séries éliminatoires  | Entraîneur    |
| -- | --------- | -- | -- | -- | -- | --- | --- | --- | -------------- | --------------------- | ------------- |
| 1  | 2013-2014 | 66 | 33 | 26 | 7  | 209 | 226 | 73  | 6e de la ligue | 1-4 Americans d'Allen | Mark DeSantis |

### ECHL
| Saison    | PJ | V  | D  | DP | BP  | BC  | Pts | Classement                 | Séries éliminatoires     | Entraîneur     |
| --------- | -- | -- | -- | -- | --- | --- | --- | -------------------------- | ------------------------ | -------------- |
| 2014-2015 | 72 | 23 | 46 | 3  | 181 | 298 | 49  | 7e de la division Centrale | Non qualifiés            | Brent Hughes   |
| 2015-2016 | 72 | 23 | 38 | 11 | 179 | 255 | 57  | 4e de la division Nord     | Non qualifiés            | Colin Chaulk   |
| 2016-2017 | 72 | 40 | 24 | 8  | 263 | 256 | 88  | 4e de la division Nord     | Défaite au deuxième tour | Colin Chaulk   |
| 2017-2018 | 72 | 28 | 34 | 10 | 210 | 245 | 66  | 4e de la division Nord     | Non qualifiés            | Colin Chaulk   |
| 2018-2019 | 72 | 36 | 29 | 7  | 241 | 217 | 79  | 4e de la division Nord     | Défaite au premier tour  | Colin Chaulk   |
| 2019-2020 | 62 | 34 | 25 | 3  | 229 | 206 | 71  | 3e de la division Nord     | Séries annulées          | Spiros Anastas |